# Georges Candilis
Georges Candilis (Baku, 29 marzo 1913 – Parigi, 10 maggio 1995) è stato un architetto, ingegnere e urbanista francese di origine greca.

## Biografia
Dopo aver studiato ad Atene architettura ed ingegneria, si trasferì in Francia e dal 1945 al 1951 lavorò con Le Corbusier, per il quale diresse, nel 1948, il cantiere dell'Unité d'habitation di Marsiglia.
Dal 1951 al 1954 realizzò nell'Africa settentrionale vari complessi di abitazioni in cui l'architettura vigorosa, senza effetti, si piega alle esigenze climatiche e sociali. Nel 1954 diresse a Parigi un gruppo di architetti, ingegneri e tecnici, tra cui P. Dony, Alexis Josic e Shadrach Woods. Con questi e con gli urbanisti Coquerel e Delfante creò nella valle del Rodano la nuova città di Bagnols-sur-Cèze, grande e importante aggregato, la cui realizzazione gli valse il primo premio di Urbanistica del governo francese, nel 1959.

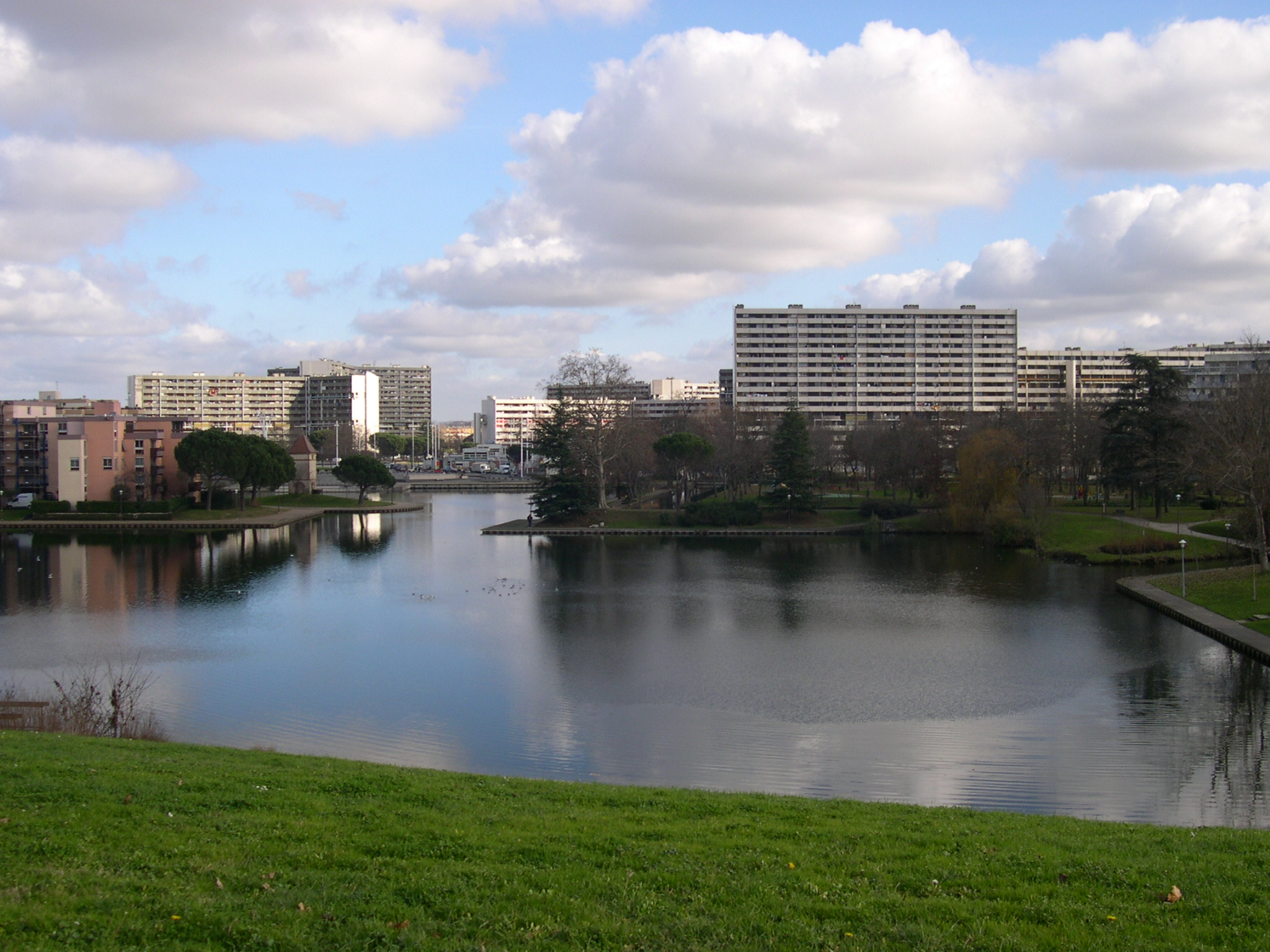
Vista del quartiere Mirail a Tolosa

Per la varietà delle disposizioni volumetriche, il gioco dei colori che contrastano con le bianche facciate, Candilis ha evitato la monotonia che troppo spesso contraddistingue questo genere di abitazioni. Le sue preoccupazioni di urbanistica hanno conservato ogni priorità anche nella sistemazione di un quartiere pilota a  Tolosa (Mirail) (progetto 1960) e nei progetti per Caen-Hérouville e Amburgo-Steilshoop. Si deve ugualmente a Candilis e al suo gruppo il complesso di La Tour L'Eveque costruito a Nîmes nel 1961. Altri lavori di Candilis, che dal 1955 al 1967 ha realizzato solo in Francia circa 10.000 alloggi, sono nelle Antille Francesi, nell'America Centrale e in Iran.